# Slag bij Round Mountain
De Slag bij Round Mountain vond plaats op 19 november 1861 in een indianenterritorium in de buurt van Keystone of Yale. De precieze locatie is tot op heden niet vastgesteld. Deze veldslag werd uitgevochten Tussen Creek- en Seminole-indianen en Zuidelijke eenheden.
Kolonel Douglas H. Cooper, commandant van het Indian Departement, was er niet in geslaagd om het meningsverschil met Chief Opothleyahola, leider van een stam die sympathiseerde met de Noordelijken, op te lossen. Op 15 november vertrok Cooper met 1400 soldaten om Opothleyahola te onderwerpen of te verjagen. Aangekomen bij Deep Fork vond Cooper het indianenkamp verlaten. Krijgsgevangenen vertelden hem dat Opothleyahola een nieuw kamp oprichtte bij de Red Fork.
Rond 16.00 uur kwam het indianenkamp in zicht. De Zuidelijke cavalerie bestormde het kamp om vast te stellen dat de bewoners net vertrokken waren. In de verte zagen ze nog de stofwolken van de Indianen. De 4e Texas zette de achtervolging in en stuitte ter hoogte van Round Mountain op de hoofdmacht van de Indianen. De Zuidelijke cavalerie werd, na een korte schermutseling, terug gedreven naar Coopers hoofdmacht. De invallende duisternis belette een tegenaanval tot de beide hoofdmachten elkaar op 50 meter genaderd waren. Na een kort gevecht staken de indianen de prairie in brand en trokken zich terug.
De volgende morgen vond Cooper nog een kamp van de indianen, maar opnieuw was de vogel gaan vliegen. De overwinning werd opgeëist door de Zuidelijken omdat Opothleyahola het gebied verlaten had.
Na deze confrontatie zouden nog twee veldslagen volgen tussen Opothleyahola en de Zuidelijke eenheden. Tegen het einde van het jaar moest het stamhoofd zijn territorium verlaten.
De Zuidelijken hadden 6 doden, 4 gewonden en 1 vermiste te betreuren. De indianen verloren ongeveer 110 mannen.

## Slagorde
Cooper's Brigade - kolonel Douglas Hancock Cooper
- 6 compagnieën van het 1st Regiment Choctaw-Chickasaw Mounted Rifles - Maj. Mitchell Laflore
- Detachement, 1e Creek Mounted Rifles - kol. Daniel N. McIntosh
- Detachement, 2e Creek Mounted Rifles - Lt. kol. Chilly McIntosh
- Detachement, Seminole Indians - Maj. John Jumper
- Detachement, 9e Texas Cavalry - Lt. kol. William Quayle

Creek en Seminole Indianen - Chief Opothleyahola
- Lockapoka Creeks
- Muscogee Creeks
- Seminoles - Halleck Tustenuggee, Billy Bowlegs